# Galeno Torquato
José Galeno Diógenes Torquato (São Miguel, 4 de maio de 1969), mais conhecido como Galeno Torquato é um médico e político brasileiro, atualmente deputado estadual pelo Rio Grande do Norte. Filiado ao Partido da Social Democracia Brasileira, foi prefeito do município de São Miguel por dois mandatos, entre 2005 e 2012.

## Biografia
Galeno Torquato nasceu no dia 4 de maio de 1969 em São Miguel, no Alto Oeste do Rio Grande do Norte. Passou boa parte da sua infância em sua cidade natal e cursou medicina na Universidade Federal do Rio Grande do Norte (UFRN) em Natal, fazendo especialização em ginecologia e obstetrícia no Hospital Materno Infantil de Brasília. Após terminar a pós-graduação, retornou a São Miguel. Por vários anos, trabalhou no Hospital Regional Doutor Cleodon Carlos de Andrade, em Pau dos Ferros.

### Carreira política
Foi eleito prefeito de São Miguel em 3 de outubro de 2004, com 6 294 votos, dando continuidade a uma tradição política iniciada pelo seu pai, José Torquato, que foi prefeito do município por três mandatos e deputado estadual. Nas eleições municipais de 2016, elegeu seu irmão, José Gaudêncio Diógenes Torquato prefeito de São Miguel, como novo prefeito municipal.
Nas eleições de 5 de outubro de 2008, foi reeleito com 7 512 votos. Durante seus dois mandatos como prefeito, José Galeno fez importantes obras no município, entre elas a recuperação do Parque da Lagoa de São Miguel, abandonado durante muitos anos; a reforma da Praça 7 de Setembro (Praça São Miguel Arcanjo); construção de unidades de saúde, creches escolares e ginásios poliesportivos e a pavimentação de diversas ruas, encerrando sua trajetória à frente da prefeitura com mais de 80% de aprovação.
Em 2012, ao invés de cumprir um acordo com o grupo político do deputado estadual Raimundo Fernandes e apoiar Nirinha Fernandes (PMN) para prefeita de São Miguel, em troca de receber o apoio de Raimundo para a futura candidatura dele a deputado estadual, Galeno optou por lançar Dr Dario (na época no PSD) como seu sucessor, que futuramente migraria para a base de Raimundo. Dario foi eleito prefeito em 2012 com 7.485 votos contra 5.607 de Nirinha.
Em 2013, migrou do Partido Socialista Brasileiro (PSB) para o Partido Social Democrático, tendo sido lançado pelo partido como candidato a deputado estadual pelo Rio Grande do Norte nas eleições de 2014 e eleito com mais de 63 mil votos, tornando-se o segundo mais votado, atrás de Ricardo Motta, e empossado em 1º de janeiro de 2015, sendo atualmente o primeiro secretário da mesa diretora da Assembleia Legislativa.
Em 2016, ao invés de apoiar a reeleição de Dario (PP), que tinha migrado para a base de Raimundo Fernandes, Galeno apoiou a candidatura do irmão José Galdencio (PSD) que foi eleito com 6.769 contra 6229 de Dr Dario.
Em 2018, Galeno foi reeleito deputado estadual pelo PSD novamente, sendo o 7° mais votado, com 34.532 votos.
Em 2020, apoiou Dr David (PSD) para prefeito contra Célio de Elizeu (PSDB) do grupo dos Fernandes. David era o candidato de José Galdencio que não tentou a reeleição devido a baixa popularidade. Naquela eleição Célio foi eleito com 7.923 votos contra 3.794 de David, marcando a primeira derrota em décadas do grupo de Galeno.
Em 2022, Galeno deixou o Partido Social Democrático e filiou-se ao Partido da Social Democracia Brasileira, legenda o qual concorreu a reeleição no pleito do referido ano, tendo sido vitorioso, alcançando 37.274 votos, ficando em 17° lugar.
Em 2023, após a morte de Raimundo Fernandes (PSDB), Galeno compareceu ao funeral, demonstrando sua solidariedade com a família.
Em 2024, apoiou a candidatura de Leandro Michel do Rego Lima (UNIÃO) contra a reeleição de Célio de Elizeu (PT), participando ativamente da campanha. Dr Leandro foi eleito com 7.371 votos contra 7.160 de Célio. Galeno também participou ativamente da campanha de Marianna Almeida (PSD), reeleita prefeita de Pau dos Ferros com 11.045 votos. Em Natal, Galeno declarou apoio ao ex-prefeito Carlos Eduardo (PSD) que ficou em 3° lugar com 93.013 votos.

## Desempenho Eleitoral
| Ano  | Eleição                          | Partido | Cargo             | Votos  | %      | Resultado |
| ---- | -------------------------------- | ------- | ----------------- | ------ | ------ | --------- |
| 2004 | Municipais em São Miguel         | PSB     | Prefeito          | 6 294  | 52,94% | Eleito    |
| 2008 | Municipais em São Miguel         | PSB     | Prefeito          | 7 512  | 58,45% | Eleito    |
| 2014 | Estaduais no Rio Grande do Norte | PSD     | Deputado Estadual | 63 286 | 3,81%  | Eleito    |
| 2018 | Estaduais no Rio Grande do Norte | PSD     | Deputado Estadual | 34 532 | 2,05%  | Eleito    |
| 2022 | Estaduais no Rio Grande do Norte | PSDB    | Deputado Estadual | 37 274 | 1,98%  | Eleito    |